# مارغريت من النمسا (ناخبة ساكسونيا)
مارغريت النمساوية (بالألمانية: Margaretha von Österreich)‏ (1416 - 12 فبراير 1486)؛ كانت ناخبة ساكسونيا القرينة وذلك من خلال زواجها من فريدرخ الثاني، وأيضا هي شقيقة الإمبراطور فريدرخ الثالث.

## السيرة الذاتية
ولدت مارغريت في إنسبروك لعائلة هابسبورغ العريقة، بحيث أنها الابنة الكبرى لوالديها إرنست الحديدي أرشيدوق النمسا الداخلية وتسيمباركا المازوفية، ومع وفاة والدها في 1424 نشأت مارغريت مع أشقائها تحت وصاية عمهما فريدرخ الرابع.
في 1428 بـ فينر نويشتات أصبحت مخطوبة لأمير فريدرخ الذي ينتسب إلى أسرة فتين، والذي كان وريث لكل من ناخبو ساكس-فيتنبرغ ومرغريفات مايسن، قبيل أن يخلف والده أصبح متزوجاً منها في 3 يونيو 1431 في لايبتسغ، عزز زواجها هذا من مكانة زوجها كثيراً، وخاصة عندما تم انتخاب شقيقها فريدرخ الخامس كـ ملك الرومان في 1440، رافقت مارغريت زوجها أثناء تتويج شقيقها في كاتدرائية آخن بعد ذلك بعامين، لاحقاً حاولت تزويج ابنها البكر فريدرخ من إليزابيث ابنة ابن عمها الملك ألبرخت الثاني ملك المجر، إلا أن هذه الخطط انهارت مع وفاته المبكرة في 1451 عن عمر يناهز الثانية عشر عاماً.
أثناء إقامتها في بلاط مايسن، كان لها تأثير كبير على مجلس البلاط لزوجها، في 1432 قامت بطرد جميع اليهود من المرغريفية، وأيضا أثناء حرب أخوة ساكسون والتي انتهت بصلح آلتنبورغ في 1445، ساعدت في التوفيق بين زوجها وشقيقها المتمرد فيلهلم الثالث من تورينغيا، وأيضا استطعت إصدار عملة المعدنية محلية والتي حملت اسمها، وأيضا امتلكت دار صك للعملة في بورغرفية كولديتس الساكسونية مما تسبب في المزيد من النزاعات مع صهرها فيلهلم، ومع ذلك حصلت على موافقة رسمية على امتياز الصك العملة من قبل شقيقها الإمبراطور فريدرخ الثالث في 1463.
أيضا من المعروفة عنها أنها ذات تأثير ديني كبير، فبعد الحرب بين الإخوة، قامت بتأسيس ملاذ ديني كنيسة المساعدون المقدسون الأربعة عشر في قرية مدمرة قريبة من ينا، منذ 1464 كُرست الكنيسة للحج مما أعتبر بمثابة إعادة التوطين للقرية.
في ليلة 8/7 يوليو 1455 اختطف ابنيها إرنست وألبرخت من قلعة آلتنبورغ من قبل أحد أتباع زوجها النبيل كونتس فون كوفونغن كان كونتس من أحد فرسان الذين كانوا تحت لواء زوجها، كان هدفه من ذلك هو ابتزاز حول تعويضه عن الخسائر التي تكبدها الحرب بين الإخوة، ومع ذلك تم ملاحقته وأُسره أثناء فراره إلى الحدود البوهيمية، على الرغم من أنه تم إنقاذ الأمراء، إلا أنه تم اعدامه في سوق شعبي في فرايبرغ في 14 يوليو 1455.
بعد وفاة زوجها في 1466، تلقت مارغريت مهراً شاملاً، بما في ذلك قلعة ومدينة آلتنبورغ والمدن القريب من لايبتسغ ليبنفيردا وكولديتس وآيلنبورغ، ومع ذلك حتى وفاتها أصبحت تعيش في قلعة آلتنبورغ، وتحكم المدينة من هُناك، وأيضا في القلعة القديمة في 1468 قامت ببناء مخزن للحبوب.
في 1485 شهدت تقسيم ممتلكات الأسرة بين أبنائها وفقاً لمعاهدة لايبتسغ، توفيت مارغريت في العام التالي عن عمر يناهز تسع والستون أو السبعون عاماً، ودفنت في كنيسة القلعة.

## الذرية
أنجبت مارغريت لزوجها ثمانية أبناء، في حين ستة منهم:-
- أماليا (4 أبريل 1436 - 19 أكتوبر 1501)؛ تزوجت من لودفيغ التاسع دوق بافاريا-لاندسهوت.
- آنا (7 مارس 1437 - 31 أكتوبر 1512)؛ تزوجت من ألبرخت الثالث آخيل ناخب براندنبورغ.
- فريدرخ (28 أغسطس 1439 - 23 ديسمبر 1451).
- إرنست ناخب ساكسونيا (24 مارس 1441 - 26 أغسطس 1486).
- ألبرخت الثالث دوق ساكسونيا (31 يوليو 1443 - 12 سبتمبر 1500).
- مارغريت (1444؟ - 19 نوفمبر 1498)؛ راهبة.
- هيدفيغ (31 أكتوبر 1445 - 13 يونيو 1511)؛ أميرة كفيدلينبورغ الراهبة.
- ألكسندر (24 يونيو 1447 - 14 سبتمبر 1447).